# Johann Rütger Wuppermann
Johann Rütger Wuppermann (* November 1679 in Barmen; † Juli 1759 in Elberfeld, beide heute Stadtteile von Wuppertal) war ein deutscher Politiker und Bürgermeister von Elberfeld.
Wuppermann wurde auf dem Hof Schüren in Barmen, den seine Mutter Anna Margareta Siebel (1639–1698) geerbt hatte, geboren, aber am 8. November 1679 in Elberfeld getauft. Sein Vater Wennemar Wuppermann (1639–1691) war Kaufmann und Garnbleicher auf dem Hof Schönenbeck in Barmen. Der Bruder von Johann Rütger war Johann Kaspar Wuppermann, der 1728 Bürgermeister geworden war. Seine Schwester Anna Maria Wuppermann (1673–1727) war außerdem mit Gerhard Werner Teschemacher, dem Bürgermeister von 1721 verheiratet. Johann Rütger Wuppermann heiratete am 12. Mai 1714 Anna Maria Teschemacher (1677–1745). Mit ihr hatte er vier Kinder. Seine jüngste Tochter, Anna Maria Wuppermann (1721–1759) heiratete Johann Jakob Siebel, den Bürgermeister von 1756.
Johann Rütger Wuppermann war, nachdem er nach Elberfeld gezogen war, als Kaufmann tätig und wurde 1717 und 1718 Gemeinsmann. Er wurde 1730 zum ersten und einzigen Mal zum Bürgermeister vorgeschlagen und in dieses Amt gewählt. Im Jahr darauf war er somit Stadtrichter in Elberfeld. Im Jahr 1734 war Wuppermann Ratsmitglied.